# Кортес (департамент)
Кортѐс (на испански: Cortés) е един от 18-те департамента на централноамериканската държава Хондурас. Населението е 1 365 497 жители (приб. оц. 2005 г.), което го прави най-населеният департамент на страната, а общата му площ e 3954 км². Сформиран е през 1893 г. Кръстен е на испанския конкистадор Ернан Кортес. Административен център на департамента е град Сан Педро Сула.

## Общини
Департаментът се състои от 12 общини, някои от тях са:
1. Ла Лима
2. Омоа
3. Пимиента
4. Пуерто Кортес
5. Сан Антонио де Кортес
6. Сан Педро Сула